# العربة (تعز)
العربة هي إحدى قرى الجمهورية اليمنية. وهي تتبع جغرافيًا لمحافظة تعز. وإداريًا لمديرية التعزية. يبلغ تعداد سكانها 4070 نسمة حسب الإحصاء الذي جرى عام 2004.